# Kosmos 2500
Kosmos 2500, ruski navigacijski satelit (globalno pozicioniranje) iz programa Kosmos. Vrste je GLONASS-M (Glonass br. 755, Uragan M br. 755). 
Lansiran je 14. lipnja 2014. godine s kozmodroma Pljesecka. Lansiran je u srednje visoku orbitu oko planeta Zemlje raketom nosačem Sojuz-2/Fregat. Orbita mu je 19145 km u perigeju i 19262 km u apogeju. Orbitna inklinacija mu je 64,78°. Spacetrackov kataloški broj je 40001. COSPARova oznaka je 2014-032-A. Zemlju obilazi u 678,66 minuta. Pri lansiranju bio je mase 1.415 kg.
Razgonski blok (međuorbitni tegljač) Fregat 14S44 br. 112-02 odvojio se, ostao u srednje visokoj orbiti nekoliko stotina kilometara poviše od satelita.

## Vanjske poveznice
- Состав группировки КНС ГЛОНАСС на 28.01.2012г Состояние ОГ (rus.)
- Glonass  Arhivirana inačica izvorne stranice od 18. lipnja 2006. (Wayback Machine) (rus.)
- Glonass Constellation Status (engl.)
- N2YO.com Search Satellite Database (engl.)
- Celes Trak SATCAT Format Documentation (engl.)
- Kunstman  Arhivirana inačica izvorne stranice od 12. kolovoza 2019. (Wayback Machine) Satellites in Orbit (engl.)